# Umberto Nobile
Umberto Nobile, född 21 januari 1885 i Lauro vid Neapel, död 30 juli 1978 i Rom, var en italiensk pionjär i konstruktion och flygning med luftskepp.

## Biografi
Nobile utexaminerades från Neapels tekniska högskola och anställdes därefter vid Italiens statsbanor 1908. Vid första världskrigets utbrott sökte han värvning, men antogs ej på grund av dålig fysik. Han sökte därför till Stabilimento de Costruzioni Aeronautche di Roma (SCA), en militär fabrik för utveckling av luftskepp. Han blev efter kriget en av Italiens främsta luftskeppsingenjörer och formgivare med inriktning på halvstela luftskepp. Han var därtill en mycket skicklig navigatör.
Nobile deltog i bygget av luftskeppet ”Roma” som såldes till USA. Den 21 februari 1922 förstördes det vid en olycka i luften där alla 34 passagerare dog.

### Luftskeppet Norge 1926
Nobile flög 1926 med luftskeppet Norge tillsammans med Roald Amundsen och den amerikanske miljonären Lincoln Ellsworth över Nordpolen. Det var den första flygningen över Nordpolen.
Flygningen, som inte genomförts under särskilt svåra omständigheter, höll på att sluta med katastrof, och stark kritik framfördes mot luftskeppstypen som olämplig för polarregionerna. Graf Zeppelin flög dock senare till området utan problem. Prestationen väckte stort intresse både nationellt och internationellt och efter flygningen utnämndes Nobile till kommendör av första klass av Sankt Olavs orden. Amundsen sökte emellertid ta åt sig äran och fick gehör för det i Skandinavien, särskilt i Norge, där Nobile kom att nedvärderas och svartmålas. I Italien erhöll han generals rang samt utnämndes till markis och professor vid Neapels tekniska högskola. 

### Luftskeppet Italia 1928
Nobiles andra resa till Nordpolen, med luftskeppet Italia, startade den 23 maj 1928 från Ny-Ålesund i Svalbard. Nobile nådde Nordpolen en dag senare. Men den 25 maj havererade luftskeppet på isen och Nobile och åtta expeditionsdeltagare över bord. Det lyfte igen med sex personer ombord och försvann sedan. Nobile, som fick några benbrott, bärgades med sin hund Titina av en svensk pilot, löjtnant Einar Lundborg i en Fokker C.V  med löjtnant Birger Schyberg som navigatör. Lundborg hade order att först ta med Nobile tillbaka, trots att han inte var den svårast skadade, vilket skedde mot Nobiles begäran.
Under försöket att rädda de övriga dagen efter kraschade Lundborg på isen och fick vänta i lägret med de övriga italienarna. Ett par veckor senare blev Lundborg hämtad av en de Havilland dH 60 Moth  med Birger Schyberg som pilot. De andra i lägret räddades den 12 juli av den ryska isbrytaren ”Krassin”, men bland andra Finn Malmgren omkom under ett försök att på skidor söka hjälp. Amundsen omkom i ett försök att undsätta de nödställda.

### Skandalisering och upprättelse
Efter hemkomsten till Italien ansåg luftfartsministern Balbo och premiärminister Mussolini efter utlåtande av en undersökningskommission att Nobile var skyldig till haveriet och drog vanära över både sig själv och det fascistiska Italien. Han sattes under övervakning och censur samt fråntogs tillgång till det vetenskapliga materialet från Italiaexpeditionen, degraderades till menig och blev av med professuren. Han fick dock tillstånd att arbeta i Sovjetunionen och under åren 1931–1935 ledde han sovjetiska luftskeppsprogrammet. Mellan 1935 och 1943 besökte han bara sporadiskt Italien och vistades dels i Spanien och dels i USA där han några år undervisade vid ett universitet.
I och med den allierade invasionen 1943 återvände Nobile till Syditalien och rehabiliterades snabbt så att han fick tillbaka generalsrangen och professuren vid högskolan i Neapel. Efter krigsslutet ägnade han sig helt åt vetenskapligt arbete inom luftfarts- och raketforskning. Förhållandet till den norska opinionen förblev dock dåligt och det var först i samband med avtäckningen av "Italia-monumentet" i Tromsø som en vändning började ske, ytterligare förstärkt vid firandet av luftskeppsmasten i Vadsö 1978.
Nobile utgav bland annat skriften In vola alla conquista del segreto polare (1927) samt i svensk översättning Med Italia från Rom till nordpolen (1929) och efter andra världskriget utkom hans Posso dire la verità (1945, "Nu kan jag berätta sanningen").